# 宁夏回族自治区工商业联合会
宁夏回族自治区工商业联合会，简称宁夏回族自治区工商联，同时称宁夏民间商会，是中国共产党领导的、宁夏回族自治区工商界组成的统战性、经济性、民间性的人民团体和商会组织。